# Dmanisi (gemeente)
Dmanisi (Georgisch: დმანისის მუნიციპალიტეტი, Dmanisis moenitsipaliteti) is een gemeente in het zuiden van Georgië met ongeveer 22.000 inwoners (2024), gelegen in de regio Kvemo Kartli. De gelijknamige stad is het bestuurlijk centrum. De gemeente heeft een oppervlakte van bijna 1.200 km² en ligt aan de grens met Armenië in het overgangsgebied van het Dzjavacheti-hoogland naar het Kvemo Kartli-plateau. Dmanisi is een van de drie Georgische gemeenten met een etnisch Azerbeidzjaanse meerderheid.

## Geschiedenis
De geschiedenis van menselijke bewoning in Dmanisi gaat miljoenen jaren terug in de tijd. In het gebied zijn fossielen tot 1,8 miljoen jaar oud van menselijke skeletten gevonden, welke tot de Homo erectus behoren. In de middeleeuwen was het gebied strijdtoneel van de Seltsjoeken], maar in de tweede helft van de middeleeuwen lag het gebied in het Koninkrijk Georgië.
Na het uiteenvallen van dat koninkrijk in de 15e eeuw behoorde het tot het Koninkrijk Kartli, dat in 1762 overging in het Koninkrijk Kartli-Kachetië. In de tussentijd kwam het gebied met de Vrede van Amasya in 1555 in Safavidisch Perzisch gecontroleerd gebied te liggen. In de 18e eeuw worstelde het Koninkrijk Kartli-Kachetië zich los van de Perzen.

### Russische Rijk

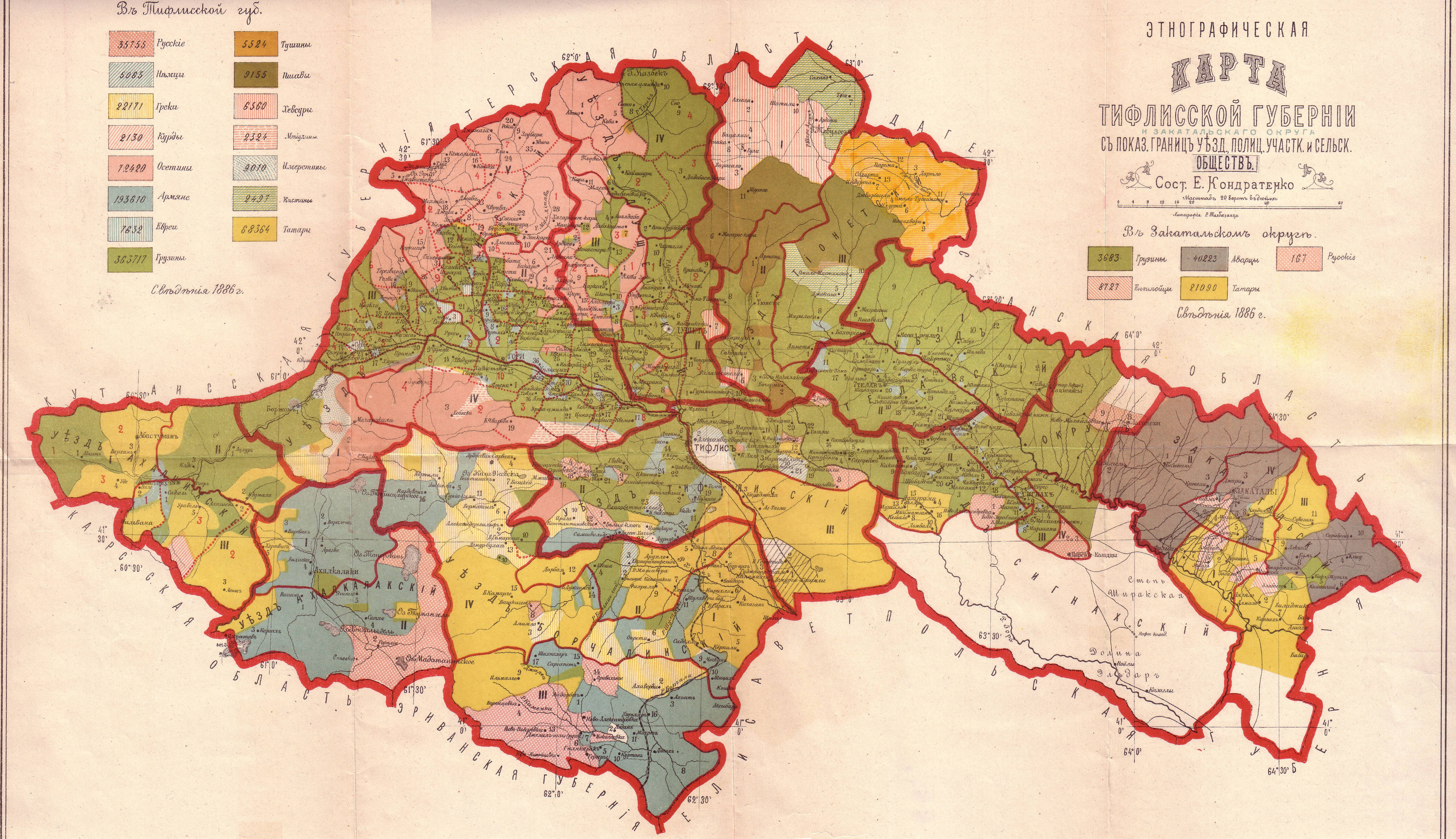
Oejezd Bortsjali in zuiden van Gouvernement Tiflis

Het in 1784 gesloten Verdrag van Georgiejevsk tussen Kartli-Kachetië en het Russische Rijk leidde de inlijving van het koninkrijk door Rusland in, wat vanaf 1801 zijn beslag had. Het gebied lag vervolgens vanaf 1801 tot 1880 administratief in het oejezd Tiflis, dat tussen 1840-1846 in het Gouvernement Georgië-Imeretië lag. Met de splitsing van dat gouvernement in 1846 werd Oejezd Tiflis onderdeel van het Gouvernement Tiflis.
In 1880 werd het oejezd Bortsjali van het oejezd Tiflis afgesplitst, dat het gebied van de tegenwoordige gemeenten Tsalka, Dmanisi, Bolnisi en Marneoeli omvatte, het grootste deel van Kvemo Kartli dus. Binnen het oejezd Bortsjali lag het gebied van het moderne Dmanisi in het zuidelijke deel van de administratieve subdivisie (oetsjastok) Trialeti (Russisch: Тріалетскій участок, Tríaletskíy oetsjastok).

### Dispuut met Armenië
Het district werd voornamelijk bewoond door Armeniërs, Pontische Grieken en Azerbeidzjanen (die destijds net als andere Turkssprekende etnische groepen als Tataren werden aangeduid). Het zuiden van dit oetsjastok werd in de jaren 1918-1919 net als het zuidelijk gelegen Lori oetsjastok (ook in oejezd Bortsjali) betwist tussen de Republiek Armenië en de Democratische Republiek Georgië. Lori werd toen een neutrale zone verklaard. In 1921 werd daar door bolsjewistische krachten een revolte georganiseerd dat als voorwendsel werd gebruikt door het Sovjet Rode Leger om de Democratische Republiek Georgië binnen te vallen. Dit leidde uiteindelijk de val van de Georgische republiek in.

### In de Sovjet-Unie
Na de Sovjet verovering van Georgië in 1921 en de bestuurlijk-administratieve hervormingen in 1930 werd het rajon (district) Dmanisi in 1933 afgesplitst van het in 1930 gevormde district Tsalka en kreeg het de hedendaagse omvang. Tussen 1933 en 1947 had het district de naam Basjkitsjeti (ბაშკიჩეთი, Башкичети), afgeleid van het Azerbeidzjaanse Başkeçid. In 1947 kregen het district en de stad de huidige naam Dmanisi, welke een Georgische oorsprong heeft. Na het uiteenvallen van de Sovjet-Unie daalden de economische omstandigheden in de gemeente sterk. Door emigratie reduceerde de bevolking met meer dan de helft. Na de onafhankelijkheid van Georgië werd het district in 1995 ingedeeld bij de nieuw gevormde regio (mchare) Kvemo Kartli, en werd het in 2006 omgevormd naar gemeente.

## Geografie
Dmanisi grenst aan vier gemeenten, te weten in het westen Ninotsminda (regio Samtsche-Dzjavacheti) in het noorden aan Tsalka en in het oosten aan Tetritskaro en Bolnisi.  In het zuiden ligt de grens met Armenië.

### Dzjavacheti Hoogland

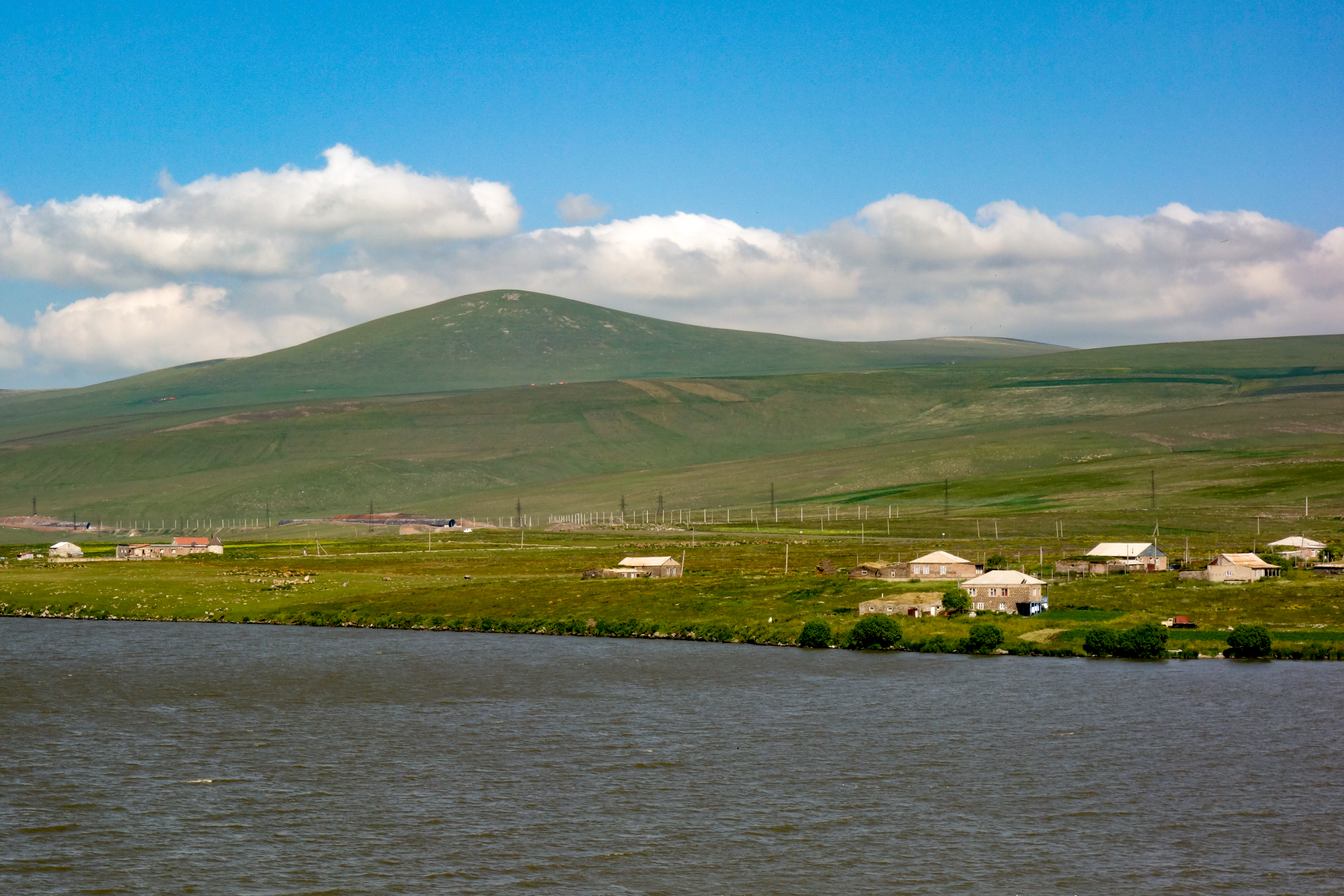
Djavachetigebergte

De gemeente ligt geografisch op de overgang van het Dzjavacheti Hoogland in het westen naar het Kvemo Kartli Plateau in het oosten. De westelijke grens van de gemeente wordt gevormd door het Dzjavachetigebergte, dat hoogtes bereikt tot 3.000 meter boven zeeniveau. De hoogste berg van het Georgische deel van het gebergte, de Leili van 3.156 meter hoog, ligt op de landsgrens met Armenië, in de zuidwesthoekj van Dmanisi. Andere prominente toppen op de westelijke gemeentegrens zijn de Aghrikari (2.972 meter) en Emlikli (3.054 meter), ongeveer 20 kilometer ten westen van de plaats Dmanisi. In het westelijk deel van de gemeente liggen in het Dmanisi Plateau diverse meren. 
Naar het oosten toe loopt het landschap af naar een basishoogte van ongeveer 1.300 meter boven zeeniveau. In de oostelijke helft van de gemeente is het landschap heuvelachtig waarbij de relatieve hoogte van de heuvels ongeveer 200-500 meter bedraagt. Er zijn ook enkele rivierkloven te vinden die in west-oost richting liggen. De noordgrens van de gemeente wordt gevormd door de rivier Chrami, terwijl iets zuidelijker de Karaboelachi een diepe kloof in het landschap heeft gevormd, vlak voor deze zich bij de Chrami voegt. 

## Demografie
Begin 2024 telde de gemeente Dmanisi 22.032 inwoners, een groei van ruim 13% ten opzichte van de volkstelling van 2014.
| Gemeente Dmanisi                                                        | - | -   | 33.975 | 34.174 | 43.785 | 44.075 | 52.208 | 28.034 | 19.141 | 20.612 | 22.032 |  |  |  |
|                                                                         |   |     |        |        |        |        |        |        |        |        |        |  |  |  |
| Dmanisi                                                                 | - | 670 | 1.871  | 4.778  | 4.076  | 4.530  | 8.650  | 3.427  | 2.661  | 2.873  | 3.050  |  |  |  |
| Verantwoording data: Bevolkingsstatistiek Georgië 1897 tot heden. Noot: |   |     |        |        |        |        |        |        |        |        |        |  |  |  |

### Etniciteit en religie
De bevolking van Dmanisi bestaat in meerderheid uit Azerbeidzjanen (65,5%), gevolgd door Georgiërs (33,1%). Kleine minderheidsgroepen zijn Pontische Grieken, Armeniërs (elk 0,5%), Russen (0,4%) en zeer kleine aantallen Osseten, Oekraïners en Abchaziërs. De geloofsovertuiging in de gemeente volgt de etnische samenstelling, met 64,5% moslims (64,5%), de Azerbeidzjaanse bevolkingsgroep, gevolgd door volgers van de Georgisch-Orthodoxe Kerk (33,9%). Daarnaast zijn er enkele tientallen jehova's, Armeens orthodoxen en katholieken.

## Administratieve onderverdeling
De gemeente Dmanisi is administratief onderverdeeld in 15 gemeenschappen (თემი, temi) met in totaal 57 dorpen (სოფელი, sopeli). Er is één stad (ქალაქი, kalaki), het bestuurlijk centrum Dmanisi.

## Bestuur

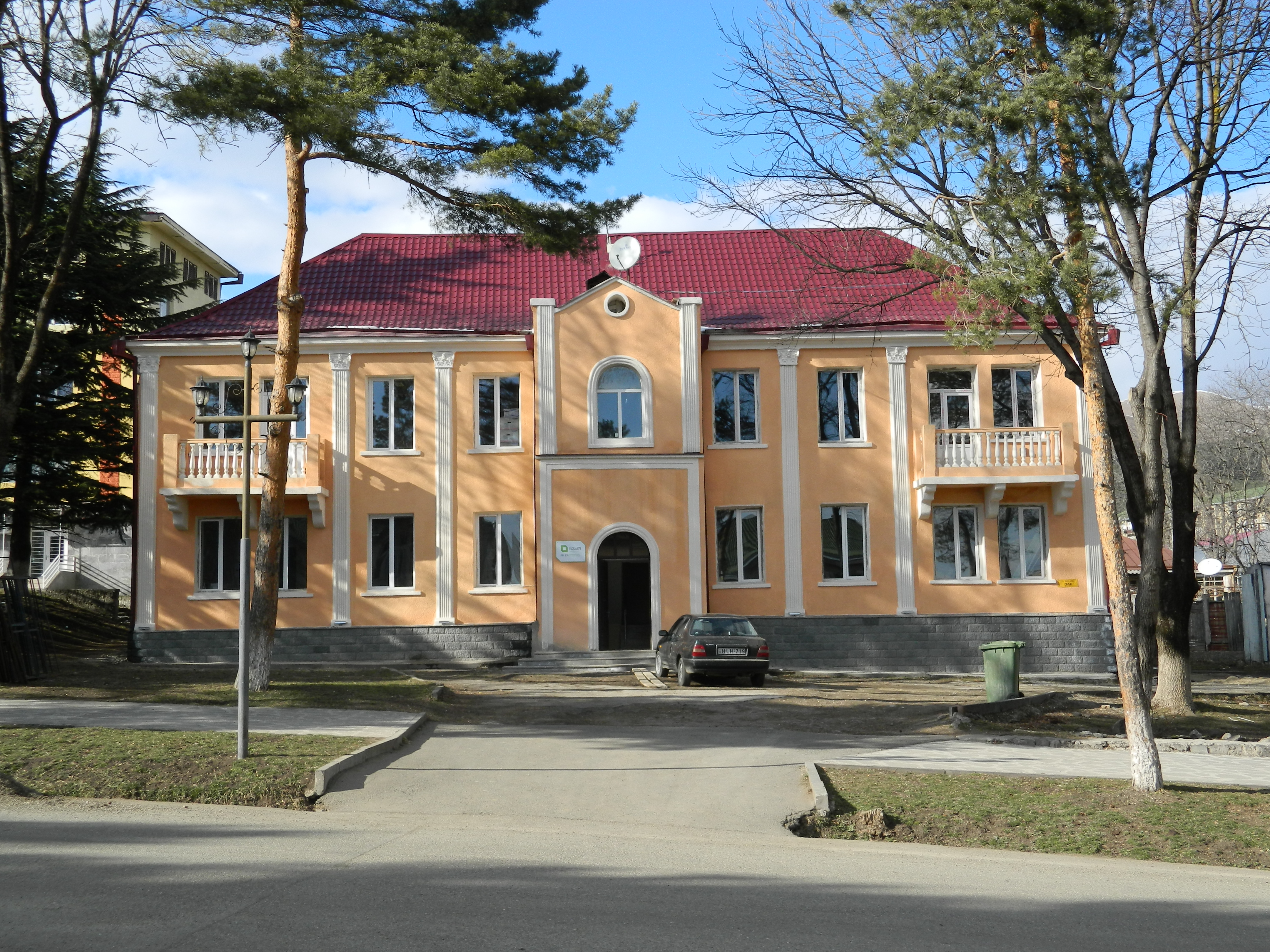
Verkiezingscommissie Dmanisi

De gemeenteraad van Dmanisi (Georgisch: საკრებულო, sakreboelo) wordt elke vier jaar gekozen in een gemengd kiesstelsel. Een deel wordt via enkelvoudige kiesdistricten gekozen en een deel via evenredige vertegenwoordiging van gesloten partijlijsten, waarvoor een kiesdrempel geldt van drie procent.
| Partij | Partij                             | 2014 | 2017 | 2021 |
| ------ | ---------------------------------- | ---- | ---- | ---- |
|        | Georgische Droom (GD)              | 23   | 27   | 15   |
|        | Verenigde Nationale Beweging (UNM) | 4    | 1    | 13   |
|        | Overige partijen                   | 4    | 3    | 2    |
| Totaal | Totaal                             | 31   | 31   | 30   |

## Bezienswaardigheden

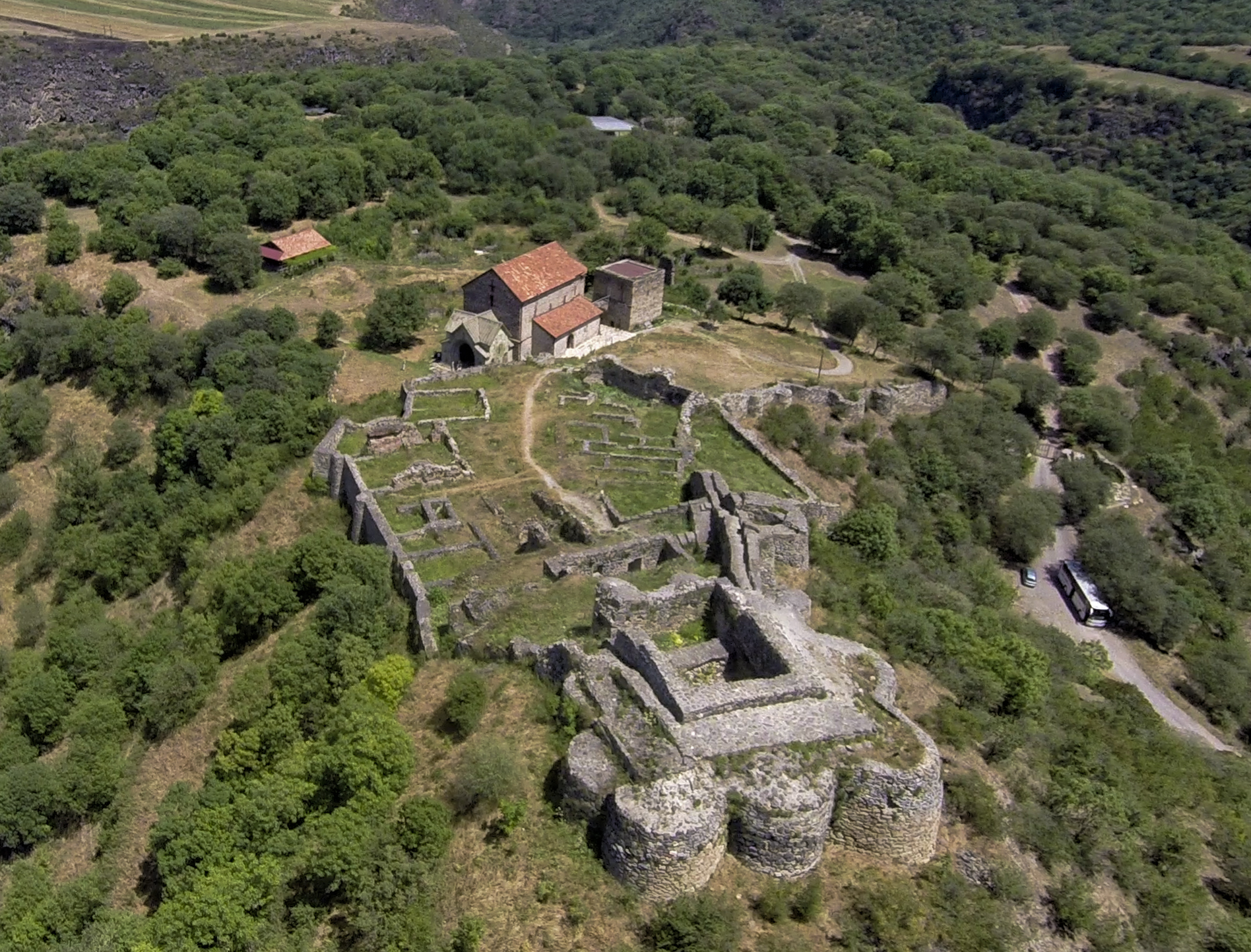
Dmanisifort, Mariakerk en de archeologische vindplaats.

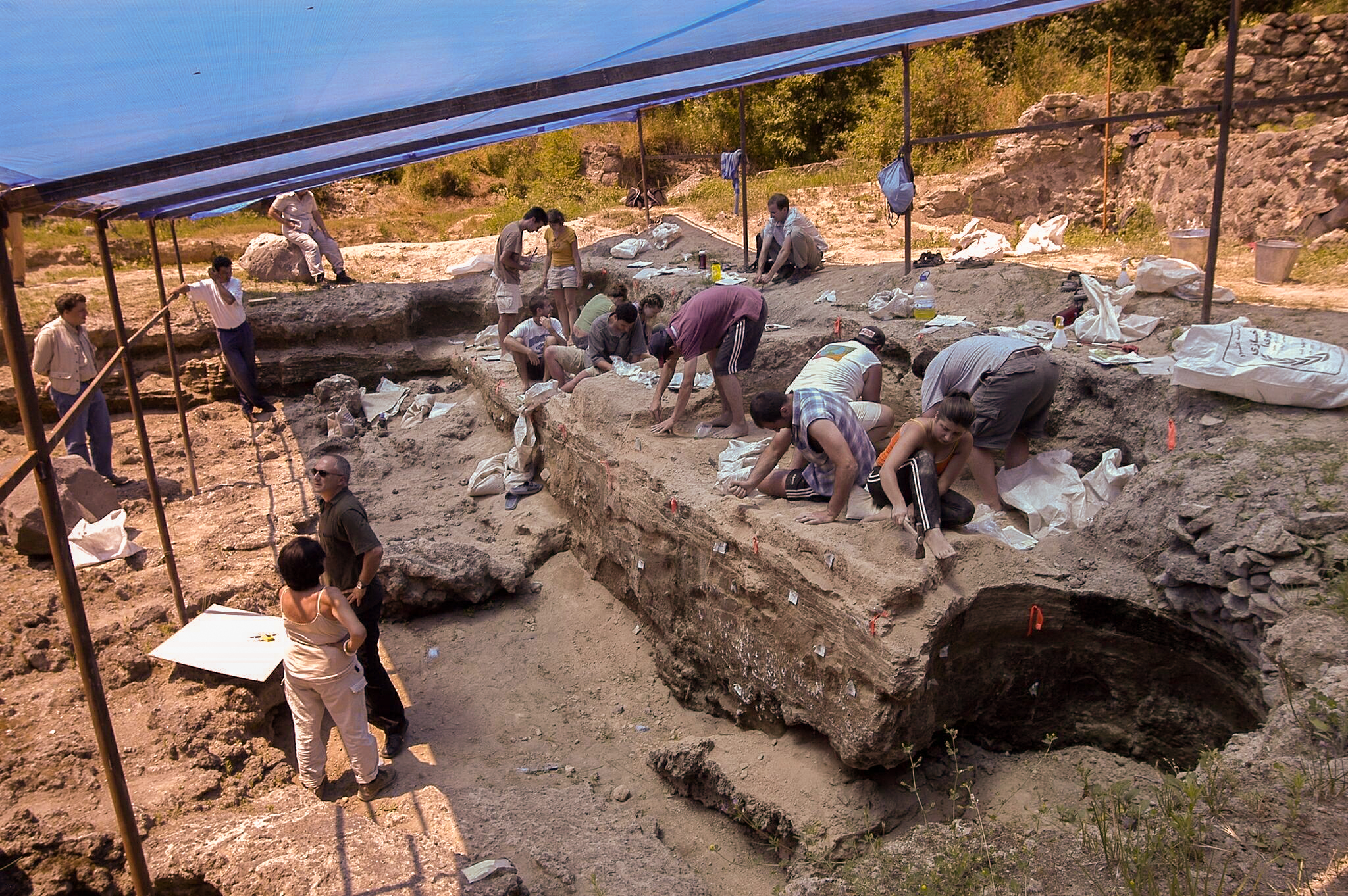
Archeologische opgravingen.

In de gemeente zijn enkele historische bezienswaardigheden. De belangrijkste is de archeologische vindlaats van de Dmanisi-mensen in Patara Dmanisi langs de hoofdweg S6. Hier is tevens een museum en er middeleeuwse kerken en fortificaties te zien.

## Vervoer
De belangrijkste doorgaande weg door de gemeente is de Georgische route van internationaal belang S6 (E117), een secundaire verbinding vanaf Tbilisi naar de Georgisch - Armeense grensovergang Goegoeti - Gogovan. De S6 doet de hoofdplaats van de gemeente niet aan. De nationale route Sh68 verbindt hoofdplaats Dmanisi met de S6 bij Didi Dmanisi / Vardisoebani en in noordelijke richting met Bediani, Trialeti en Tsalka. 
Er ligt geen spoorlijn in de gemeente. Sinds de sluiting van de lijn Marneoeli - Bolnisi - Kazreti is het dichtstbijzijnde station in Marneoeli.

## Ecterne links
- (ka)  Website gemeente Dmanisi